# Parrocchia di Iberia
La parrocchia di Iberia (in inglese Iberia Parish) è una parrocchia dello Stato della Louisiana, negli Stati Uniti. La popolazione al censimento del 2000 era di 73266 abitanti. Il capoluogo è New Iberia.

## Geografia fisica
Secondo lo United States Census Bureau, la parrocchia ha una superficie di 2670,278 km² (1031 sq mi) di cui 1486,65 km² (574 sq mi) di terra (56,90%) e 1181,03 km² (456 sq mi) di acque interne (44,10%).
La parrocchia si trova nel sud dello Stato e rientra nella regione Acadiana. A sud affaccia sulle baie di Vermilione e West Cote Blanche nel golfo del Messico. Comprende anche la Marsh Island. La parrocchia include diversi corsi d'acqua.

### Parrocchie confinanti
- Parrocchia di St. Martin - nord/sud-est
- Parrocchia di Iberville - nord-est
- Parrocchia di Assumption - est
- Parrocchia di St. Mary - sud
- Parrocchia di Vermilion - ovest
- Parrocchia di Lafayette - nord-ovest

### Aree protette
La parrocchia ha aree protette sia nazionali che statali all'interno dei suoi confini.
- Shell Keys National Wildlife Refuge
- Attakapas Wildlife Management Area

## Storia
La parrocchia fu creata nel 1868. Deve il suo nome alla penisola iberica, in quanto i coloni spagnoli che arrivarono nell'area fondarono Nueva Iberia in onore della loro terra.

## Infrastrutture e trasporti

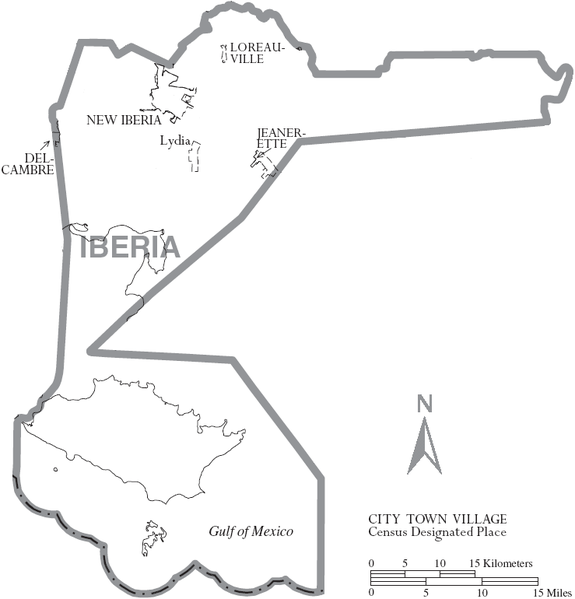
Map of Iberia Parish, Louisiana With Municipal Labels

### Strade
- Interstate 49
- U.S. Highway 90
- Louisiana Highway 14
- Louisiana Highway 31

## Comuni[6]
- Delcambre - town
- Jeanerette - city
- Loreauville - village
- Lydia - cdp
- New Iberia (capoluogo) - city